# 布朗斯克羅辛 (喬治亞州)
布朗斯克羅辛（英語：Browns Crossing）是位於美國喬治亞州鮑德溫縣的一個非建制地區。該地的面積和人口皆未知。

## 地理
布朗斯克羅辛的座標為33°02′51″N 83°21′27″W / 33.04750°N 83.35750°W，而該地的平均海拔高度為110米（即361英尺）。